# Чемпионат мира по самбо 1997
XXI Чемпионат мира по самбо 1997 года среди мужчин прошёл в Тбилиси (Грузия) 9-13 октября, среди женщин — в городе Нови-Сад (Югославия) 25 ноября — 1 декабря. В соревнованиях мужчин принял участие 121 спортсмен из 25 стран.
Согласно некоторым источникам, финальная схватка в легчайшей весовой категории (до 52 кг) между Джейхуном Мамедовым (Азербайджан) и Ервандом Григоряном (Армения) оказалась очень упорной и во избежание беспорядков судьи вручили обоим финалистам золотые медали.

## Медалисты

### Мужчины
| Весовая категория | Золото                         | Серебро                      | Бронза                                                         |
| ----------------- | ------------------------------ | ---------------------------- | -------------------------------------------------------------- |
| до 52 кг          | Джейхун Мамедов · Азербайджан  | Ерванд Григорян · Армения    | Армен Биджосян · Россия · Николай Цыпандин · Беларусь          |
| до 57 кг          | Бадри Джаниашвили · Грузия     | Дамир Гильванов · Россия     | Михаил Бакин · Украина · Фархад Хуганов · Узбекистан           |
| до 62 кг          | Мамука Курдгелашвили · Грузия  | Натик Багиров · Беларусь     | Андрей Сероштанов · Украина · Сехриман Агаев · Азербайджан     |
| до 68 кг          | Валерий Волков · Россия        | Арчил Чохели · Грузия        | Бахтияр Гаджиев · Азербайджан · Виктор Савинов · Украина       |
| до 74 кг          | Джондо Музашвили · Грузия      | Сергей Колесников · Россия   | Димухамед Мусралиев · Казахстан · Павел Перепичай · Беларусь   |
| до 82 кг          | Шахмураз Гасымов · Азербайджан | Лаша Пипия · Грузия          | Виталий Михеев · Россия · Юрий Сеножатский · Беларусь          |
| до 90 кг          | Тагир Абдулаев · Россия        | Вано Гамхиташвили · Грузия   | Мовлуд Миралиев · Азербайджан · Хайрулло Назриев · Таджикистан |
| до 100 кг         | Иосиф Ахалбедашвили · Грузия   | Эльшан Поладов · Азербайджан | Сурен Балачинский · Россия · Сергей Алеханов · Россия          |
| свыше 100 кг      | Давид Хахалейшвили · Грузия    | Мурат Хасанов · Россия       | Владимир Емельянов · Беларусь · Олег Грицышин · Украина        |

### Женщины
| Весовая категория | Золото                          | Серебро                         | Бронза                                                           |
| ----------------- | ------------------------------- | ------------------------------- | ---------------------------------------------------------------- |
| до 48 кг          | Татьяна Москвина · Беларусь     | Любовь Брулетова · Россия       | Эльвира Димитрова · Болгария · Лилия Гилюк · Украина             |
| до 52 кг          | Оксана Фалеева · Россия         | Александра Насадюк · Украина    | Ирина Багдасарян · Армения · Драгана Миленкович · СР Югославия   |
| до 56 кг          | Эпдохот Хисинебат · Монголия    | Лина Галиулина · Россия         | Любовь Иорданова · Болгария · Светлана Максимчук · Украина       |
| до 60 кг          | Зульфия Гусейнова · Азербайджан | Наталья Войналович · Украина    | Ирина Афонина · Россия · Бухту Мунгунутуя · Монголия             |
| до 64 кг          | Элина Новгородцева · Россия     | Зоя Хачарян · Армения           | Наталья Барда · Украина · Ирина Богачёва · Литва                 |
| до 68 кг          | Марина Захарова · Россия        | Хадижа Желтакова · Туркменистан | Светлана Слиханова · Беларусь · Мария Крымская · Украина         |
| до 72 кг          | Юлия Кузина · Россия            | Татьяна Беляева · Украина       | Олеся Назаренко · Туркменистан · Церенхарг Дорджголов · Монголия |
| до 80 кг          | Светлана Лисянская · Украина    | Оксана Болтенкова · Россия      | Ольга Знаменская · Туркменистан · Светлана Волнова · Беларусь    |
| свыше 80 кг       | Ирина Родина · Россия           | Вероника Козловская · Беларусь  | Лидия Мартинович · СР Югославия · Светлана Буряк · Украина       |